# Деміївка
Демі́ївка — історична місцевість міста Києва. Розташована вздовж проспектів Голосіївського (до Голосіївської площі), Науки (до Малокитаївської вулиці, до місцевості Цимбалів Яр) та Валерія Лобановського (до Мистецької вулиці) і початкової частини Васильківської вулиці. Центром Деміївки вважається Деміївська площа.
До місцевості прилучаються Голосіївський парк імені Максима Рильського та Голосіївський національний природний парк.

## Походження назви
Походження назви місцевості досі не з'ясовано. Найбільш поширені дві версії: що назва пішла від деякого роду Демієвих, що були пов'язані з цією місцевістю або від дієслова «дмить» («демить»).
Вперше сучасна назва зафіксована істориком Де ля Флізом в 1840 як «Село Нижня Либідь Деміївка» (проте точне розташування села невідоме). Надалі назва Деміївка закріплюється за цією місцевістю.

## Історія

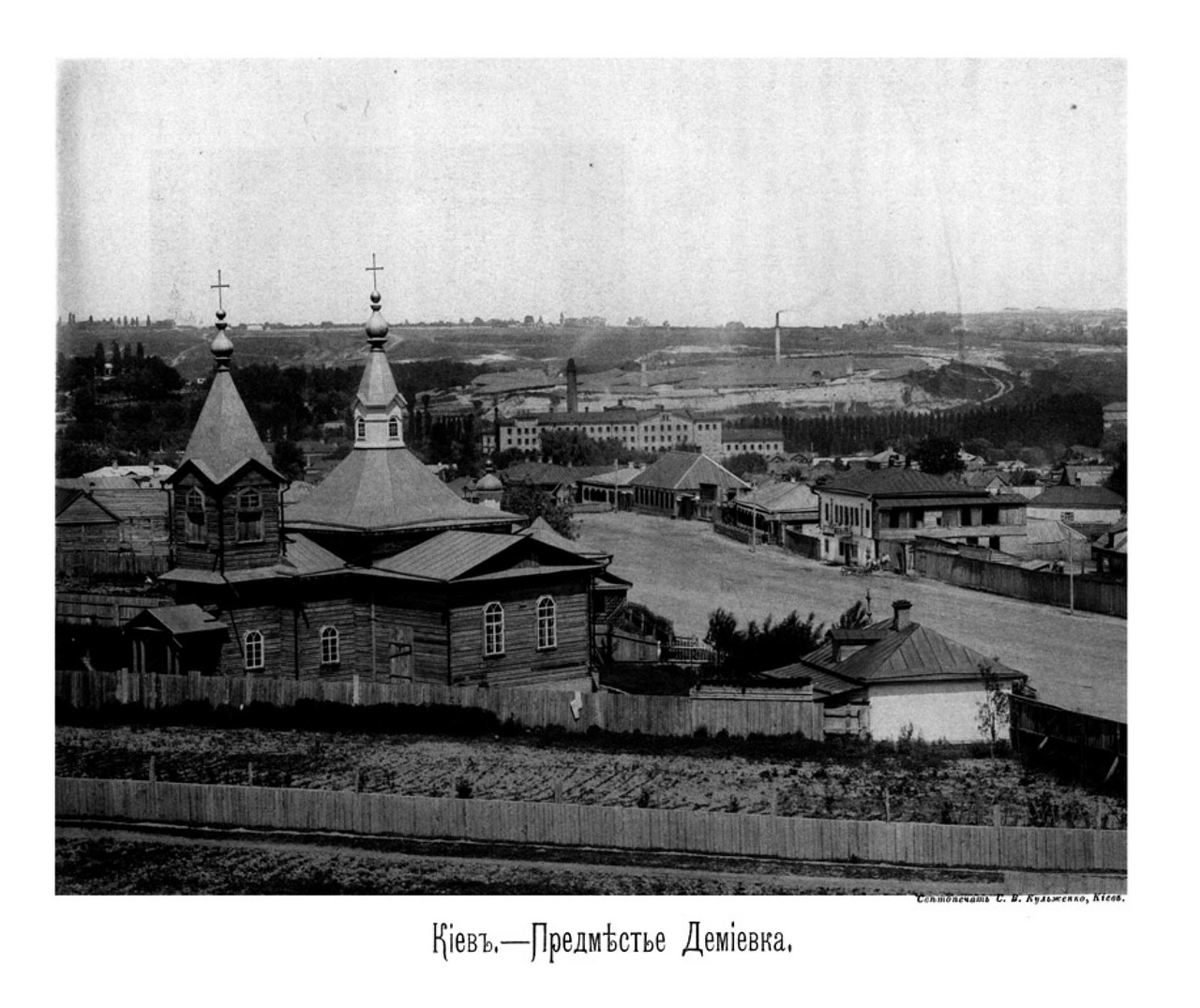
Деміївка у 1888 р.

Місцевість почала формуватися в XVIII століття як група поселень у долині Либіді, на перетині її зі шляхом на Васильків. До середини XIX століття фігурувала як Либідська земля, два села (слобідки) — Верхньолибідське і Нижньолибідське (були розташовані вздовж р. Либідь). Під сучасною назвою відома з 1820-х років У 1850-х роках Деміївка згадана як село Хотівської волості Київського повіту Київської губернії. З кінця XIX століття — робітниче селище.
У середині 1880-х років власником склодувної мануфактури в Деміївці став промисловець Едвард Неметті, згодом ця мануфактура перетворилася на досить великий завод.
1908 року київський підприємець Давид Марголін відкрив на Деміївці приватну трамвайну лінію, яка пролягала приблизно від теперішнього провулка Руслана Лужевського до Голосіївської площі. Марголін мав розкішно облаштований вагон для особистих поїздок. Ця лінія увійшла до міської мережі 1918 року.
3 (16) жовтня 1918 року в Деміївці відбувся економічний страйк 1626 з 2039 робітників товариства Київського цукрово-рафінадного заводу. Вони вимагали підвищити заробітну плату, не здійснювати відрахувань з неї в лікарняну касу, заплатити за час страйку. Страйк продовжувався п'ять днів, завершився компромісом.
4 (17) вересня 1918 року за законом Ради міністрів Української Держави передмістя Деміївка було прилучено до міста Києва. З середини 1920-х до початку 1960-х років мала назву Сталінка на честь радянського політичного діяча Йосипа Сталіна, цей топонім офіційно вживався до початку 1960-х років. Більшу частину старої забудови знесено в 1970-ті роки.
Місцевість описана сучасним українським письменником Олесем Ульяненком у романі «Сталінка», мала славу «хуліганського» району.
Центр Деміївки — Деміївська площа, у центрі якої розташований Центральний автовокзал, а поряд із цією площею — бібліотека ім. В. Вернадського. У 1985 році на площі було встановлено пам'ятник воїнам-автомобілістам у вигляді вантажівки-«полуторки» на постаменті (архітектори Микола Кислий, Сергій Новгородський).
У 1980 році, під час підготовки до Олімпійських ігор, була скорочена трамвайна лінія (як декларувалося, з метою благоустрою), що пролягала до Голосіївської площі.

## Архітектурна спадщина
Хоча в 1970-ті роки переважну більшість старої забудови було знесено, частина старовинних споруд збереглася. Зокрема, на Голосіївському проспекті збереглися старовинні корпуси пивзаводу Шульца (в радянський час — пивзавод № 1) кінця XIX ст., старовинна заводська брама заводу «Київгума», корпуси колишнього Деміївського цукрово-рафінадного заводу (нині кондитерська фабрика «Roshen») останньої третини ХІХ століття, а також колишні житлові та громадські будинки № 22, 26, 32, 48. Також збереглася частина одноповерхової приватної забудови кінця XIX — початку ХХ століть. Особливої уваги заслуговує будівля Національної бібліотеки України імені В. І. Вернадського, що розташована поруч з метро Деміївська та зведена за проєктом архітекторів Вадима Гопкала, Вадима Гречини та Валерія Песковського. Вертикальна частина споруди (книгосховище) налічує 27 поверхів, у горизонтальній частині розміщені читальні зали та службові приміщення бібліотеки.
Однією із найвідоміших і найцінніших споруд старої Деміївки є Свято-Вознесенська церква (1882—1883), в якій, зокрема, 1907 року вінчалася Леся Українка із К. Квіткою.

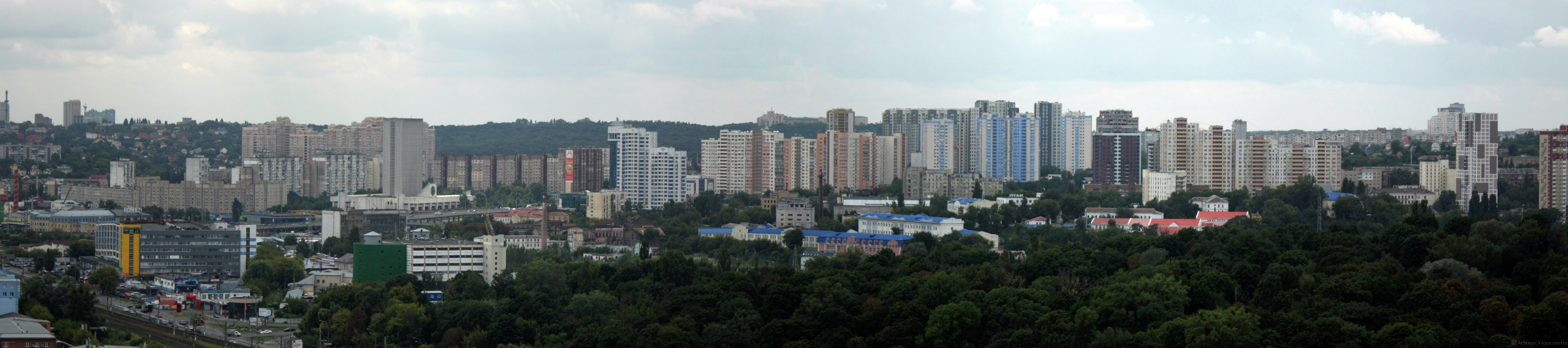
панорама з боку Нової Забудови